# MTV Europe Music Awards 2024
La 31ª edizione degli MTV Europe Music Awards si è tenuta il 10 novembre 2024 presso il  Co-op Live di Manchester, nel Regno Unito. Lo show musicale è stato condotto dalla cantante britannica Rita Ora.
La cantante statunitense Taylor Swift, con sette candidature, risulta essere l'artista più nominata dell'edizione, seguita da Ariana Grande, Billie Eilish, Charli XCX e Sabrina Carpenter ognuna con cinque candidature.

## Esibizioni
La prima parte della lista degli artisti che si sarebbero esibiti agli MTV Europe Music Awards 2024 è stata divulgata il 22 ottobre 2024. Altri nomi di artisti che si esibiranno durante la serata sono stati rivelati il 30 ottobre successivo.
Lista esibizioni
- Benson Boone
- Le Sserafim
- Peso Pluma
- Raye
- Shawn Mendes
- Teddy Swims
- The Warning
- Tyla
- Pet Shop Boys

## Candidati
Le candidature per la XXXI edizione degli MTV Europe Music Awards sono state ufficialmente rivelate da MTV l'8 ottobre 2024.

### Miglior canzone
- Sabrina Carpenter – Espresso
- Ariana Grande - We Can't Be Friends (Wait for Your Love)
- Benson Boone – Beautiful Things
- Beyoncé – Texas Hold 'Em
- Billie Eilish – Birds of a Feather
- Chappell Roan – Good Luck, Babe!

### Miglior video
- Taylor Swift featuring Post Malone – Fortnight
- Ariana Grande - We Can't Be Friends (Wait for Your Love)
- Charli XCX – 360
- Eminem – Houdini
- Kendrick Lamar – Not like Us
- Lisa featuring Rosalía – New Woman

### Miglior artista
- Taylor Swift
- Beyoncé
- Billie Eilish
- Post Malone
- Raye
- Sabrina Carpenter

### Miglior artista rivelazione
- Benson Boone
- Ayra Starr
- Chappell Roan
- Le Sserafim
- Teddy Swims
- The Last Dinner Party
- Tyla

### Migliore collaborazione
- Lisa featuring Rosalía – New Woman
- Charli XCX featuring Billie Eilish - Guess
- Future, Metro Boomin & Kendrick Lamar – Like That
- Lady Gaga & Bruno Mars – Die with a Smile
- Peso Pluma & Anitta – Bellakeo
- Taylor Swift featuring Post Malone – Fortnight

### Miglior Pop
- Ariana Grande
- Billie Eilish
- Camila Cabello
- Charli XCX
- Dua Lipa
- Sabrina Carpenter
- Taylor Swift

### Miglior Hip-Hop
- Eminem
- Central Cee
- Kendrick Lamar
- Megan Thee Stallion
- Nicki Minaj
- Travis Scott

### Miglior Rock
- Liam Gallagher
- Bon Jovi
- Coldplay
- Green Day
- Kings of Leon
- Lenny Kravitz
- The Killers

### Miglior Latin
- Peso Pluma
- Anitta
- Bad Bunny
- Karol G
- Rauw Alejandro
- Shakira

### Miglior Alternative
- Imagine Dragons
- Fontaines D.C.
- Hozier
- Lana Del Rey
- Twenty One Pilots
- Yungblud

### Miglior Elettronica
- Calvin Harris
- David Guetta
- Disclosure
- DJ Snake
- Fred Again
- Swedish House Mafia

### Miglior K-pop
- Jimin
- Jung Kook
- Le Sserafim
- Lisa
- NewJeans
- Stray Kids

### Miglior R&B
- Tyla
- Kehlani
- SZA
- Tinashe
- Usher
- Victoria Monét

### Miglior Afrobeats
- Tyla
- Asake
- Ayra Starr
- Burna Boy
- Rema
- Tems

### Miglior Live
- Taylor Swift
- Adele
- Coldplay
- Doja Cat
- Raye
- Travis Scott

### Best Push
- Le Sserafim
- Ayra Starr
- Chappell Roan
- Coco Jones
- Flyana Boss
- Jessie Murph
- Laufey
- Mark Ambor
- Shaboozey
- Teddy Swims
- The Warning
- Victoria Monét

### Migliori Fans
- Lisa
- Anitta
- Ariana Grande
- Beyoncé
- Billie Eilish
- Chappell Roan
- Charli XCX
- Katy Perry
- Nicki Minaj
- Sabrina Carpenter
- Shawn Mendes
- Taylor Swift

## Candidati regionali

### Europa

#### Best Austrian Act
- RAF Camora
- Bilderbuch
- Christina Stürmer
- Esther Graf
- Money Boy
- Wanda

#### Best UK & Ireland Act
- Raye
- Central Cee
- Charli XCX
- Chase & Status
- Dua Lipa
- Hozier

#### Best Nordic Act
- Zara Larsson (Svezia)
- Alesso (Svezia)
- Girl in Red (Norvegia)
- Laufey (Islanda)
- Swedish House Mafia (Svezia)

#### Best Dutch Act
- Roxy Dekker
- Claude
- Jonna Fraser
- Mr. Belt & Wezol
- Son Mieux

#### Best German Act
- Ayliva
- K.I.Z
- Luciano
- Pashanim
- Shirin David

#### Best Swiss Act
- Nemo
- Benjamin Amaru
- Faber
- Priya Ragu
- Stress

#### Best French Act
- Pierre Garnier
- Aya Nakamura
- Dadju & Tayc
- Gims
- Slimane
- Vitaa

#### Best Italian Act
- Annalisa
- Angelina Mango
- Ghali
- Mahmood
- The Kolors

#### Best Spanish Act
- Lola Índigo
- Ana Mena
- Belén Aguilera
- Dani Fernández
- Mikel Izal

#### Best Portuguese Act
- Bárbara Bandeira
- Bárbara Tinoco
- Dillaz
- Ivandro
- Slow J

#### Best Polish Act
- Daria Zawiałow
- Kacperczyk
- Kwiat Jabłoni
- Pro8l3m
- Krzysztof Zalewski

#### Best Israeli Act
- Noa Kirel
- Anna Zak
- Agam Buhbut
- Shahar Saul
- Shahar Tavoch

### Africa

#### Best African Act
- Tyla (Sudafrica)
- Asake (Nigeria)
- Ayra Starr (Nigeria)
- DBN Gogo (Sudafrica)
- Diamond Platinumz (Tanzania)
- TitoM & Yuppe (Sudafrica)

### Asia

#### Best Indian Act
- Mali
- Armaan Malik
- Chirag Todi
- Dee MC & EPR
- Hanumankind
- Kamakshi Khanna

#### Best Asia Act
- Bini (Filippine)
- Illit (Corea del Sud)
- Mahalini (Indonesia)
- Masdo (Malaysia)
- Sakurazaka46 (Giappone)

### Australia e Nuova Zelanda

#### Best Australian Act
- Sia
- Confidence Man
- CYRIL
- Kylie Minogue
- The Kid Laroi
- Troye Sivan

### America

#### Best Brazilian Act
- Pabllo Vittar
- Jão
- Luísa Sonza
- Matuê
- Pedro Sampaio

#### Best Latin America North Act
- YeriMua
- Danna Paola
- El Malilla
- Gabito Ballesteros
- Natanael Cano

#### Best Latin America Central Act
- Manuel Turizo
- Beéle
- Blessd
- Kapo
- Sofia Castro

#### Best Latin America South Act
- Dillom
- Emilia
- Luck Ra
- María Becerra
- Trueno

#### Best Caribbean Act
- Young Miko
- Eladio Carrión
- Mora
- Myke Towers
- Rauw Alejandro

#### Best Canadian Act
- Shawn Mendes
- AR Paisley
- Kaytranada
- Nelly Furtado
- Tate McRae

#### Best US Act
- Taylor Swift
- Ariana Grande
- Beyoncé
- Kendrick Lamar
- Sabrina Carpenter

## Premi speciali

### Global Icon
- Busta Rhymes

### Pionieri del Pop
- Pet Shop Boys